# Ust-Barguzín
Ust-Barguzín (Ruso: Усть-Баргузи́н; Buriato: Баргажанай Адаг, Bargazhanaj Adag) es localidad urbana (asentamiento de tipo urbano) en el distrito de Barguzinski de la República de Buriatia, a orillas del lago Baikal en la desembocadura del río Barguzín y a 270 kilómetros (170 millas) al noreste de Ulan-Udé, la capital de la república. En el censo de 2010 la población era de 7.173 habitantes.

## Historia
Originalmente fue un destacamento militar cosaco construido bajo el mando de Gavril Lovzov en 1648. En 1666 se creó el asentamiento civil que continúa hoy en día.
La construcción de la central hidroeléctrica de Irkust y la consecuente subida del nivel del lago Baikal provocarían la inundación de la aldea. El gobierno decidió trasladar el asentamiento río arriba, momento en el cual se le dotó de hospital, escuela secundaria y una fábrica de conservas de pescado-

## Economía
La mayor parte de la población se dedica a la pesca, a la silvicultura y al turismo. La población tiene una larga tradición en la producción de conservas de pescado. Durante los tiempos de la Unión Soviética, la economía del pueblo prosperó, pero tras la caída del comunismo en la década de los 90, varias fábricas y negocios fueron cerrando paulatinamente. De este modo, pasaron de producirse 5,4 latas de conserva al año en los 80, a las 20000 latas anuales hoy en día.

## Demografía
Como en la mayor parte de Rusia, la población está con crecimiento negativo durante los últimos diez años.
| 1979  | 1989  | 2002  | 2010  |
| ----- | ----- | ----- | ----- |
| 7 338 | 7 204 | 7 329 | 7 173 |

## Clima
Ust-Barguzín tiene un clima subártico con inviernos severamente fríos y veranos suaves. La precipitación es bastante baja y significativamente alta en verano comparado con otras épocas del año.
| Parámetros climáticos promedio de Ust-Barguzín | Parámetros climáticos promedio de Ust-Barguzín | Parámetros climáticos promedio de Ust-Barguzín | Parámetros climáticos promedio de Ust-Barguzín | Parámetros climáticos promedio de Ust-Barguzín | Parámetros climáticos promedio de Ust-Barguzín | Parámetros climáticos promedio de Ust-Barguzín | Parámetros climáticos promedio de Ust-Barguzín | Parámetros climáticos promedio de Ust-Barguzín | Parámetros climáticos promedio de Ust-Barguzín | Parámetros climáticos promedio de Ust-Barguzín | Parámetros climáticos promedio de Ust-Barguzín | Parámetros climáticos promedio de Ust-Barguzín | Parámetros climáticos promedio de Ust-Barguzín |
| Mes                                            | Ene.                                           | Feb.                                           | Mar.                                           | Abr.                                           | May.                                           | Jun.                                           | Jul.                                           | Ago.                                           | Sep.                                           | Oct.                                           | Nov.                                           | Dic.                                           | Anual                                          |
| ---------------------------------------------- | ---------------------------------------------- | ---------------------------------------------- | ---------------------------------------------- | ---------------------------------------------- | ---------------------------------------------- | ---------------------------------------------- | ---------------------------------------------- | ---------------------------------------------- | ---------------------------------------------- | ---------------------------------------------- | ---------------------------------------------- | ---------------------------------------------- | ---------------------------------------------- |
| Temp. media (°C)                               | -21.8                                          | -20.6                                          | -12.0                                          | -2.1                                           | 4.9                                            | 10.9                                           | 14.9                                           | 14.6                                           | 8.2                                            | 0.4                                            | -8.5                                           | -15.6                                          | -2.2                                           |
| Precipitación total (mm)                       | 8.8                                            | 5.6                                            | 4.6                                            | 12.2                                           | 20.5                                           | 38.8                                           | 76.5                                           | 59.0                                           | 44.2                                           | 25.5                                           | 35.5                                           | 40.8                                           | 372                                            |
| Días de precipitaciones (≥ )                   | 2.6                                            | 1.7                                            | 1.4                                            | 2.9                                            | 4.2                                            | 5.5                                            | 7.7                                            | 7.0                                            | 6.5                                            | 5.5                                            | 9.2                                            | 10.7                                           | 64.9                                           |
| Fuente: Tiempo                                 |                                                |                                                |                                                |                                                |                                                |                                                |                                                |                                                |                                                |                                                |                                                |                                                |                                                |